# Raasiku (commune)
Raasiku (en estonien: Raasiku vald) est une commune rurale du Harjumaa en Estonie. Elle s'étend sur 158 km2 et sa population s'élève à 4738 habitants(01/01/2012).

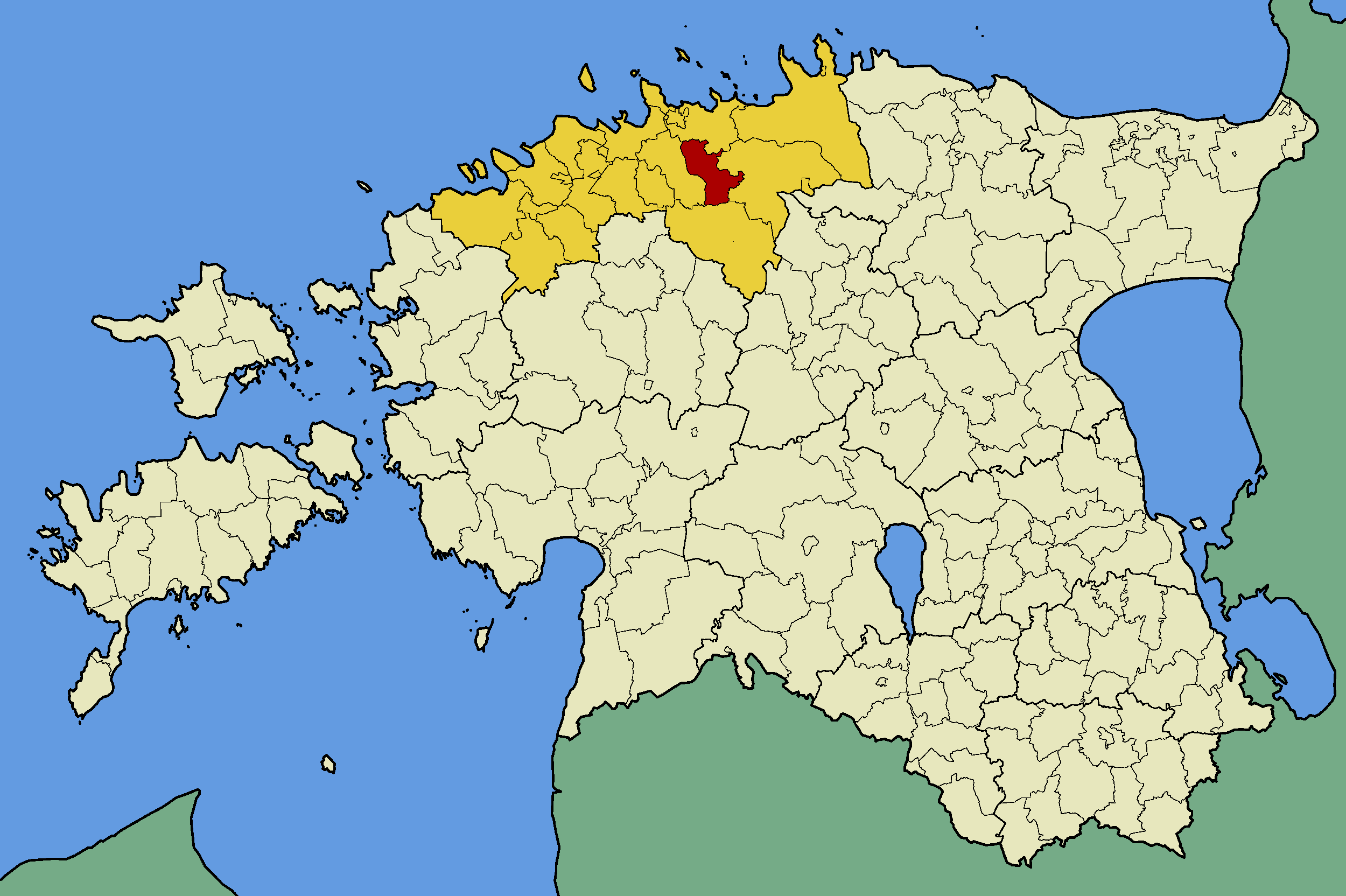
Commune de Raasiku (rouge)
dans le Harjumaa (jaune).

## Municipalité
La commune comprend deux bourgs et 13 villages: 

### Bourgs
Aruküla - Raasiku

### Villages
Härma - Igavere - Järsi - Kalesi - Kiviloo - Kulli - Kurgla - Mallavere - Peningi - Perila - Pikavere - Rätla - Tõhelgi

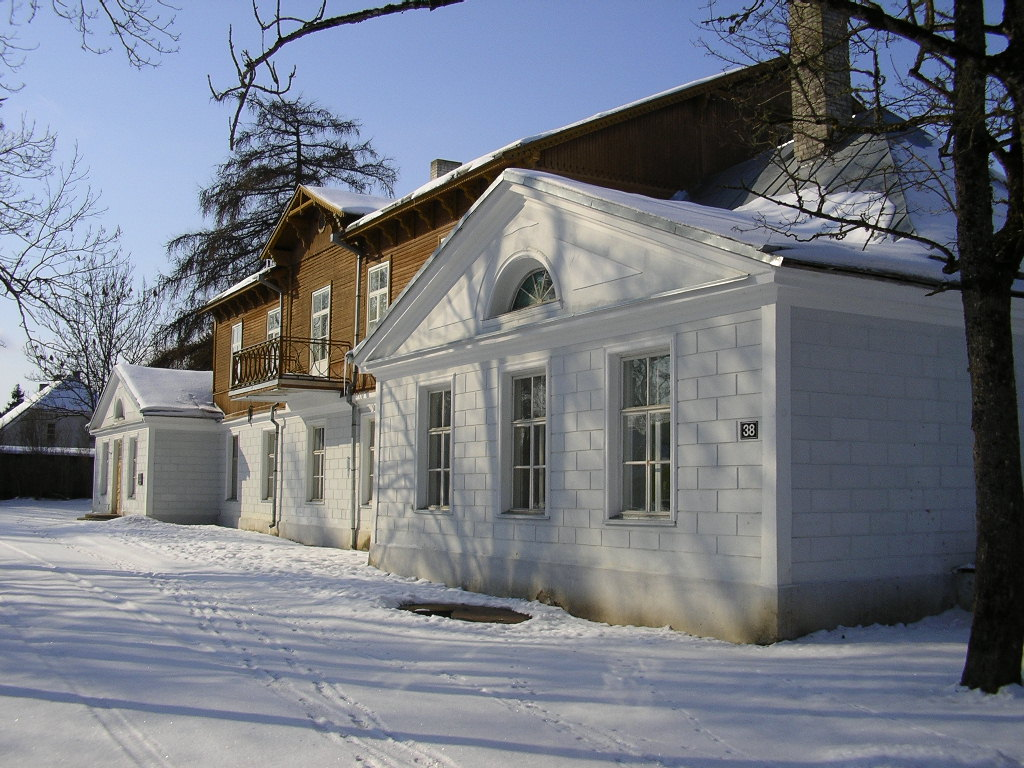
Aruküla
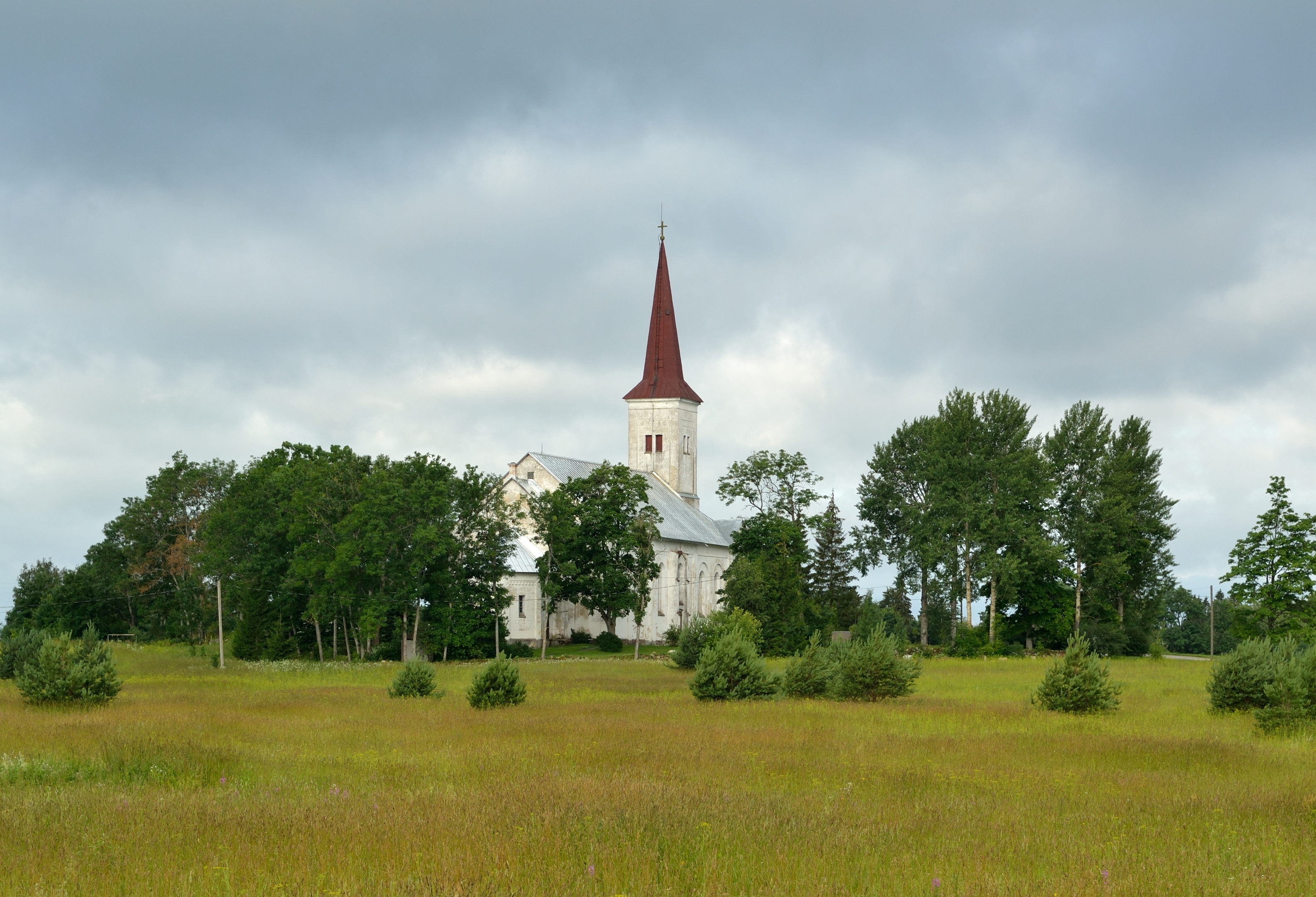
Raasiku
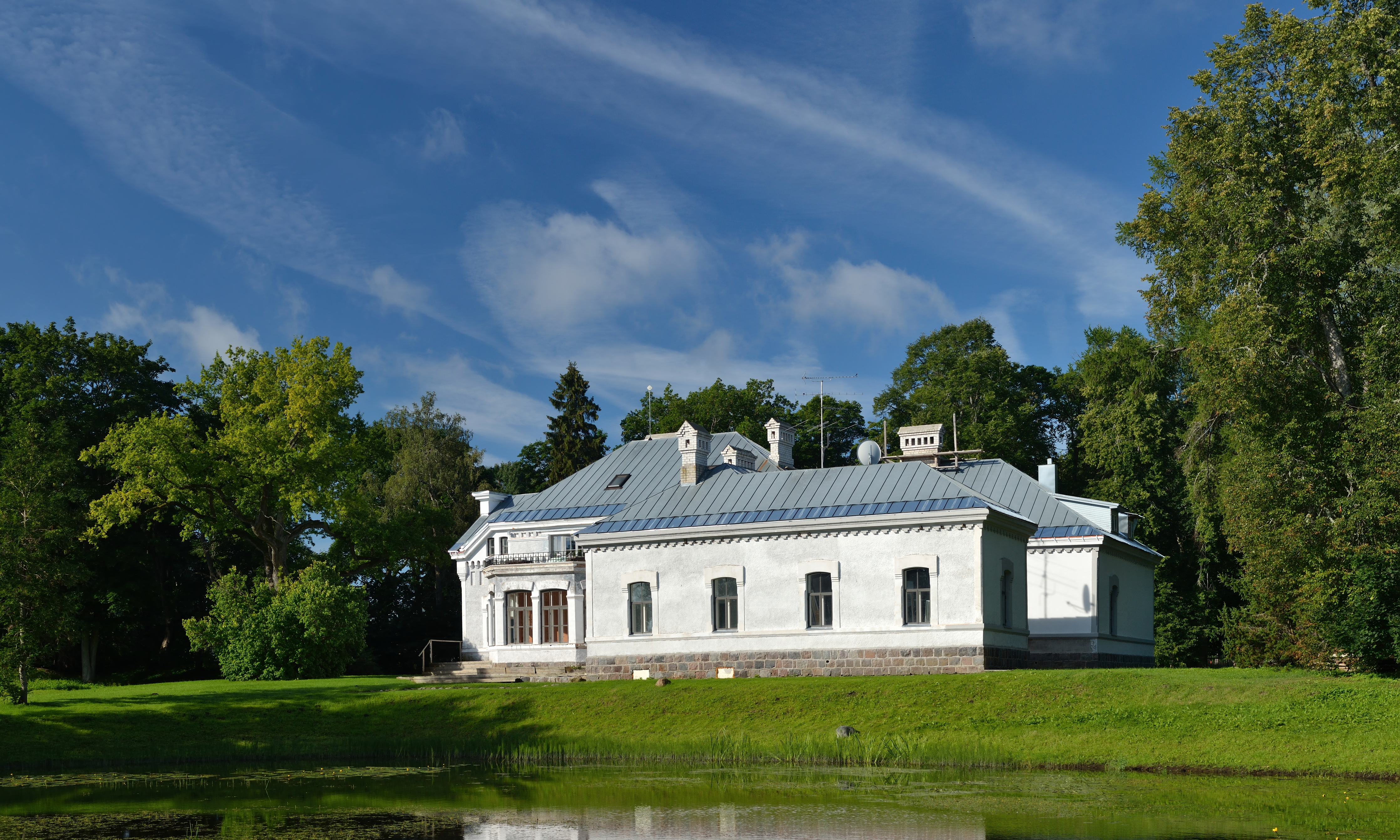
Kiviloo